# Imrich Takacz
Imrich Takacz (* 19. dubna 1940) byl československý politik Komunistické strany Slovenska ze Slovenska, maďarské národnosti, a poslanec Sněmovny lidu Federálního shromáždění po sametové revoluci.

## Biografie
Profesně je k roku 1990 uváděn jako obchodní náměstek OSP Dunajská Streda, bytem Dunajská Streda.
V únoru 1990 zasedl v rámci procesu kooptací do Federálního shromáždění po sametové revoluci do Sněmovny lidu (volební obvod č. 142 - Dunajská Streda, Západoslovenský kraj) jako poslanec za KSS reprezentující novou garnituru nezatíženou výraznější normalizační politickou aktivitou. Ve Federálním shromáždění setrval do konce funkčního období, tedy do voleb roku 1990.